# 1909 au Manitoba
Chronologie du Manitoba
- 1905
- 1906
- 1907
- 1908
- 1909
- 1910
- 1911
- 1912
- 1913

Cette page concerne des événements d'actualité qui se sont produits durant l'année 1909 dans la province canadienne du Manitoba.

## Politique
- Premier ministre : Rodmond Palen Roblin
- Chef de l'Opposition :
- Lieutenant-gouverneur : Daniel Hunter McMillan
- Législature :

## Naissances

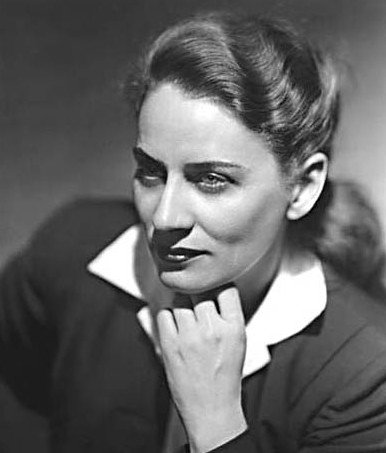
Gabrielle Roy

- 22 mars : Gabrielle Roy (née à Saint-Boniface - décédée le 13 juillet 1983 (à 74 ans) à Québec) est une écrivaine canadienne francophone.

- 31 mai : Arthur Edmund Coulter (né à Winnipeg — mort le 14 octobre 2000 à Mobile dans l'État de l'Alabama aux États-Unis) est un joueur canadien de hockey sur glace. Il a joué avec les Rangers de New York et les Black Hawks de Chicago dans la Ligue nationale de hockey.